# Бикмур, Кэрри
Кэ́рри Би́кмур (англ. Carrie Bickmore; 3 декабря 1980, Аделаида, Южная Австралия, Австралия) — австралийская телеведущая, радиоведущая и журналистка. Лауреат премии «Logie» (2010).
Начала свою карьеру в конце 1990-х годов. Сейчас работает на The 7PM Project.

## Личная жизнь
С 2005 года была замужем за Грегом Лэнгом (он умер 27 декабря 2010 года после десяти лет борьбы с опухолью мозга), от которого у неё есть сын Оливер Лэнг (род. 04.09.2007).
С 2012 года встречается с телевизионным продюсером Крисом Уокером, у пары есть две дочери — Эви Уокер (род. 18.03.2015) и Аделаид Уокер (род. 08.12.2018).